# Goldenes Kalb (Filmpreis)/Bester langer Dokumentarfilm
Das Goldene Kalb für den besten langen Dokumentarfilm (Gouden Kalf voor de beste lange documentaire) honoriert beim jährlich veranstalteten Niederländischen Filmfestival den besten Dokumentarfilm mit einer Länge von mehr als 60 Minuten. Die Auszeichnung wurde erstmals im Jahr 1982 verliehen. Über die Vergabe des Preises stimmt eine Wettbewerbsjury ab.

## Preisträger
| Jahr | Preisträger                                          | Deutscher Verleihtitel                                                         | Regie                                       |
| ---- | ---------------------------------------------------- | ------------------------------------------------------------------------------ | ------------------------------------------- |
| 1982 | Sal Santen rebel                                     |                                                                                | Rudolf van den Berg                         |
| 1983 | De kick                                              |                                                                                | Gerrit van Elst                             |
| 1984 | Terbeschikkinggesteld                                | Nur zu Deinem Besten                                                           | Olivier Koning                              |
| 1985 | Getekende mensen                                     |                                                                                | Harrie Geelen                               |
| 1986 | Passies                                              |                                                                                | Olivier Koning                              |
| 1987 | New York - Batavia                                   |                                                                                | Rien Hagen                                  |
| 1988 | De wording                                           |                                                                                | Cherry Duyns                                |
| 1989 | Beeld van een kind                                   |                                                                                | Albert van der Wildt                        |
| 1990 | Gouddorst                                            |                                                                                | Joost Kraanen                               |
| 1991 | Face Value                                           | Gesichtswert, Das Gewicht des Gesichts (Verweistitel)                          | Johan van der Keuken                        |
| 1992 | Levenslied                                           |                                                                                | Froukje Bos                                 |
| 1993 | Kind in twee werelden                                |                                                                                | Willy Lindwer                               |
| 1994 | Verhalen van een rivier                              |                                                                                | Peter und Petra Lataster                    |
| 1995 | Moeder Dao, de schildpadgelijkende                   | Mutter Dao, wie eine Schildkröte; "Dao, die Schildkrötenmutter" (Verweistitel) | Vincent Monnikendam                         |
| 1996 | De slag in de Javazee                                |                                                                                | Niek Koppen                                 |
| 1997 | Kerstmis in Floradorp                                |                                                                                | René Roelofs                                |
| 1998 | In het huis van mijn vader                           | Im Haus meines Vaters                                                          | Fatima Jebli Ouazzani                       |
| 1999 | De illusie aan de macht - 1412 dagen kabinet Den Uyl |                                                                                | Chris Vos und André van der Hout            |
| 2000 | Crazy                                                | Crazy (Alternativtitel: Crazy – Der Krieg im Kopf)                             | Heddy Honigmann                             |
| 2001 | Desi                                                 |                                                                                | Maria Augusta Ramos                         |
| 2002 | Ramses                                               |                                                                                | Pieter Fleury                               |
| 2003 | Hollands Licht                                       |                                                                                | Pieter-Rim de Kroon und Maarten de Kroon    |
| 2004 | Deacon of death                                      |                                                                                | Jan van den Berg                            |
| 2005 | Lomax the songhunter                                 | Alan Lomax – The Songhunter                                                    | Rogier Kappers                              |
| 2006 | Forever                                              | Forever – Der Friedhof Père Lachaise                                           | Heddy Honigmann                             |
| 2007 | Jimmy Rosenberg - de vader, de zoon & het talent     |                                                                                | Jeroen Berkvens                             |
| 2008 | Bloody Mondays & Strawberry Pies                     |                                                                                | Coco Schrijber                              |
| 2009 | Rotvos                                               |                                                                                | Jan Musch und Tijs Tinbergen                |
| 2010 | Farewell                                             |                                                                                | Ditteke Mensink                             |
| 2011 | Niet Zonder Jou                                      |                                                                                | Peter Lataster und Petra Lataster-Czisch    |
| 2012 | De regels van Matthijs                               | Matthijs’ Regeln                                                               | Marc Schmidt                                |
| 2013 | Parts of a Family                                    |                                                                                | Diego Gutiérrez                             |
| 2014 | Ne Me Quitte Pas                                     |                                                                                | Niels van Koevorden und Sabine Lubbe Bakker |
| 2015 | Those who feel the fire burning                      |                                                                                | Morgan Knibbe                               |
| 2016 | A Family Affair                                      |                                                                                | Tom Fassaert                                |
| 2017 | De kinderen van juf Kiet                             |                                                                                | Petra Lataster-Czisch und Peter Lataster    |
| 2018 | Liefde is aardappelen                                |                                                                                | Aliona van der Horst                        |
| 2019 | Living the Light – Robby Müller                      | Living the Light – Robby Müller                                                | Claire Pijman                               |
| 2020 | Ze noemen me Baboe                                   | They call me Babu                                                              | Sandra Beerends                             |